# Acoelorrhaphe wrightii
Acoelorrhaphe wrightii ist die einzige Art der Pflanzengattung Acoelorrhaphe innerhalb der Familie der Palmengewächse (Arecaceae). Sie kommt nur im südlichen Florida, auf Westindischen Inseln und in Zentralamerika entlang Teilen der karibischen Küste vor. Sie wird als Zierpflanze genutzt.

## Beschreibung

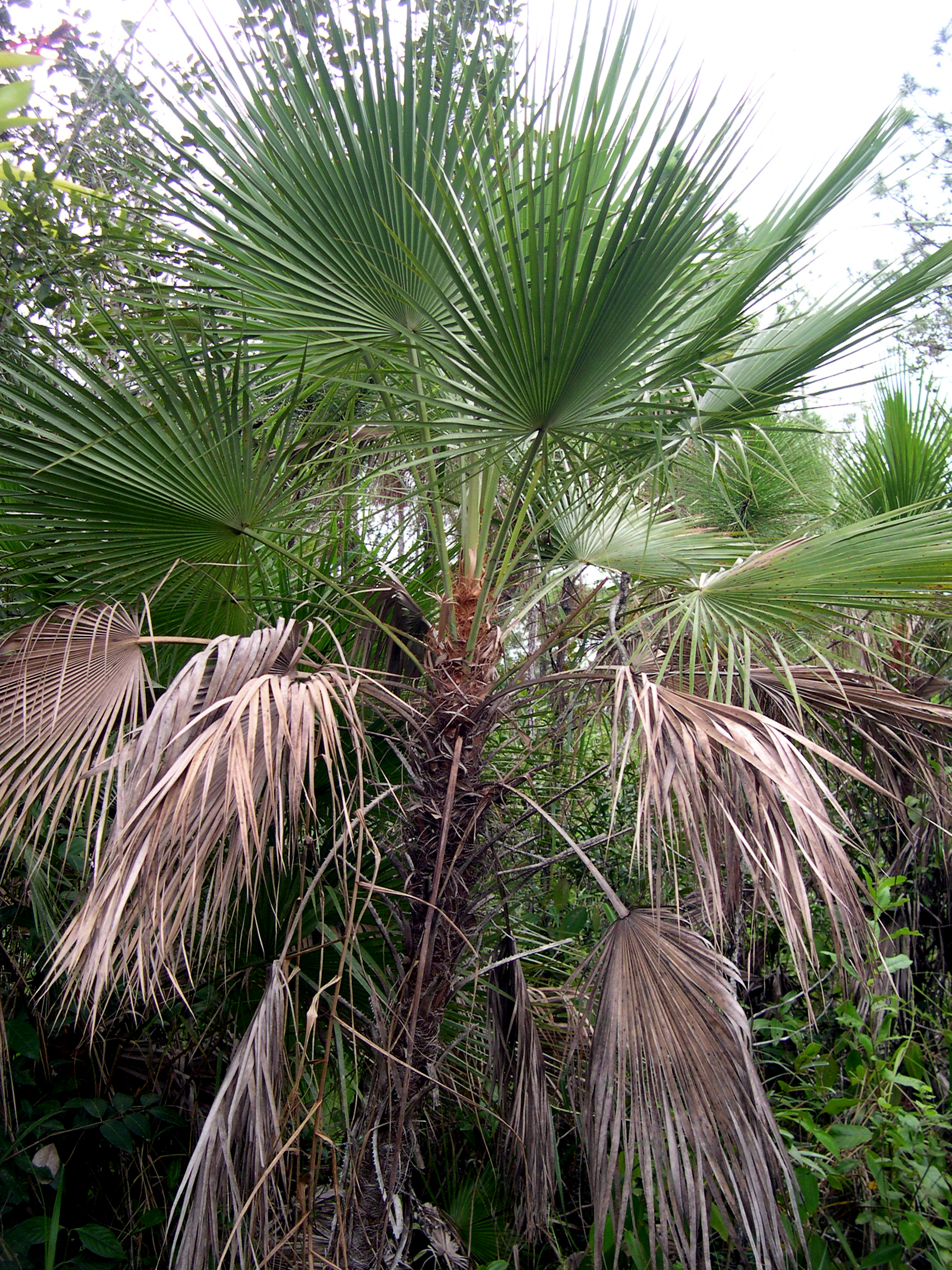
Habitus

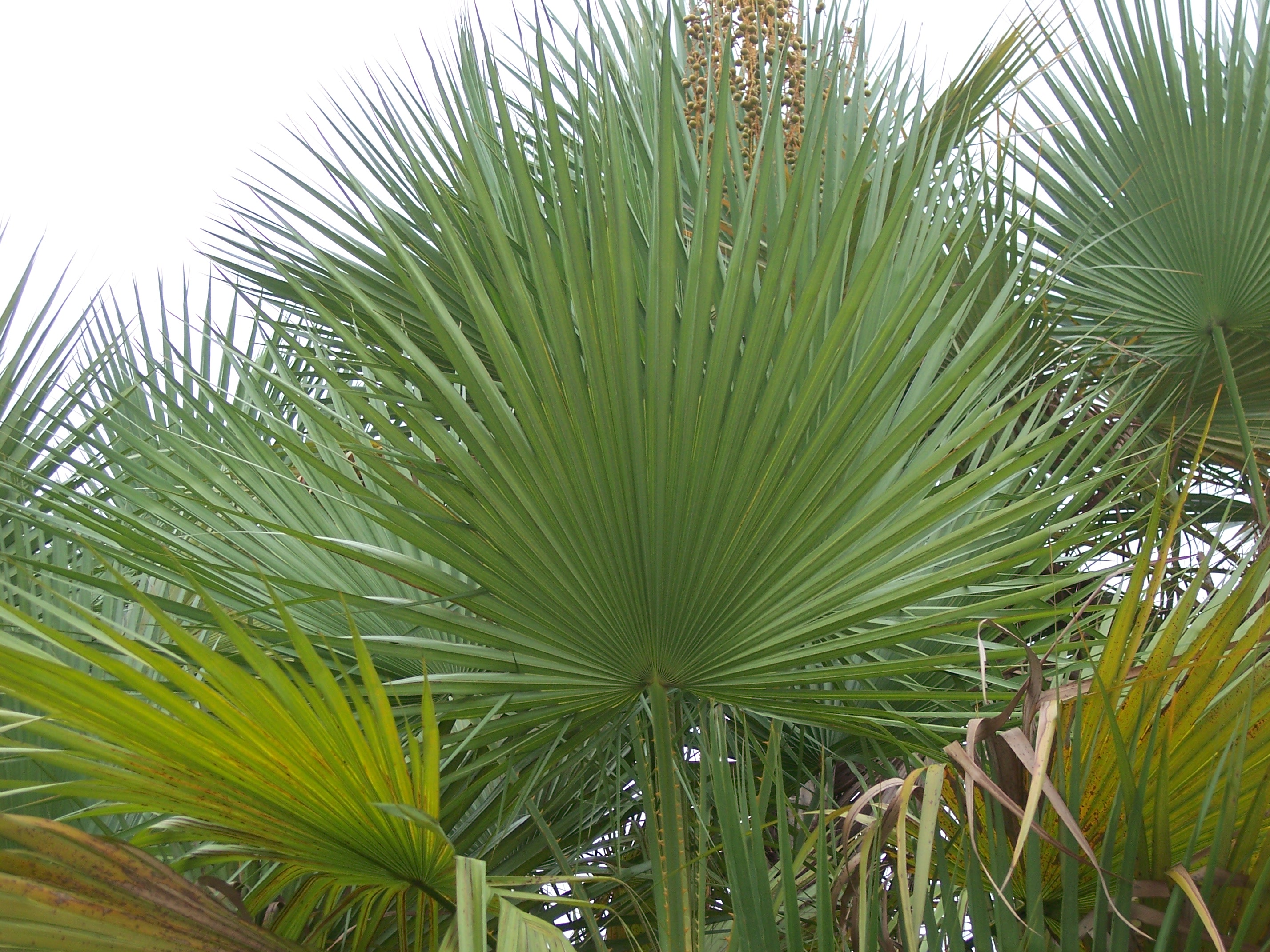
Blatt

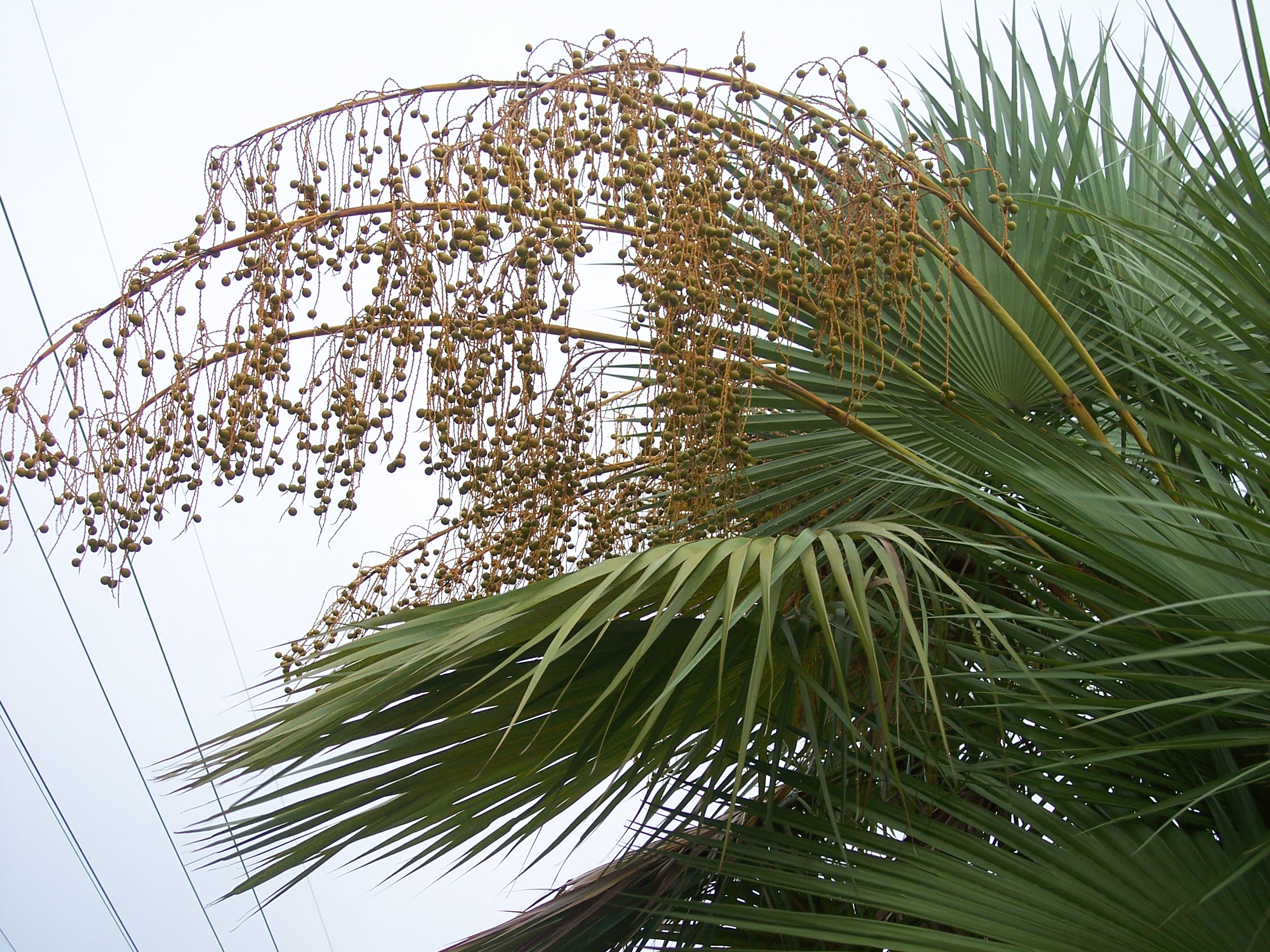
Fruchtstand

### Habitus
Acoelorrhaphe wrightii ist eine mäßig große, buschförmig wachsende, bewehrte Fächerpalme. Sie ist zwittrig und mehrmals blühend. Der Stamm ist schlank, aufrecht und mit den ausdauernden Blattscheiden und Basen der Blattstiele bedeckt. Ältere Stämme sind im unteren Bereich nackt. Die Internodien sind sehr kurz.

### Blätter
Die Blätter sind eher klein, induplicat gefaltet und sehr kurz costapalmat. Die Blattscheide zerfällt in eine verwobene Masse von groben braunen Fasern. Der Blattstiel ist mäßig lang, an der Oberseite leicht gefurcht oder flach, an der Unterseite abgerundet. Er ist stark mit kräftigen, dreieckigen, zurück- oder nach innen gebogenen Stacheln besetzt. Die adaxiale Hastula ist deutlich ausgebildet und unregelmäßig gelappt; die abaxiale Hastula ist nur ein niedriger Rücken.
Die Blattspreite ist annähernd kreisförmig, eher flach, und regelmäßig bis über die Mitte in schmale, einfach gefaltete, steife Segmente unterteilt, deren Spitze tief zweiteilig (bifid) ist. Die Blattoberseite ist meist silbern, bedingt durch kleine Schuppen. Die Mittelrippen sind an der Unterseite deutlich hervortretend.

### Blütenstände
Die Blütenstände sind schlank, stehen einzeln zwischen den Blättern (interfoliar) und sind länger als die Blätter. Sie sind bis zu vierfach verzweigt. Der Blütenstandsstiel ist schlank, lange, im Querschnitt elliptisch, und meist aufrecht. Das Vorblatt ist kurz, teils bis ganz von den Blattscheiden eingeschlossen, röhrig, seitlich zweikielig, und reißt apikal auf und ergibt kurze, unregelmäßige Lappen. Die beiden Hochblätter am Blütenstandsstiel ähneln dem Vorblatt, sind aber wesentlich länger, und flacher gekielt. Die Blütenstandsachse ist etwa gleich lang wie der Stiel, eher kahl, und vollständig von den Scheiden der röhrigen Hochblätter bedeckt. Die weiteren Achsen sind dicht behaart. Die Hochblätter am Blütenstandsstiel ähneln denen am Stiel, sind aber kleiner und werden zur Spitze des Blütenstands hin immer kleiner. Die Seitenachsen erster Ordnung besitzen ein zweikieliges, häutiges Vorblatt, das mehr oder weniger im ersten Hochblatt eingeschlossen ist. Die nachfolgenden Hochblätter sind sehr unauffällig, dreieckig und häutig. Die blütentragenden Achsen (Rachillae) sind schlank und tragen in spiraliger Anordnung kleine Hochblätter, von denen jedes in der Achsel einen kleinen Sporn trägt, auf dem eine Gruppe (Wickel) von zwei bis drei Blüten steht. Jede Blüte steht wiederum in der Achsel eines schmalen dünnen Hochblatts.

### Blüten
Die zwittrigen Blüten sind dreizählig und cremefarben. Die drei Kelchblätter sind fleischig und an der Basis leicht verwachsen. Die drei Kronblätter sind auf einem Viertel der Länge zu einer Kronröhre verwachsen. Die sechs Staubblätter stehen an der Mündung der Kronröhre. Die Staubfäden sind an der Basis zu einem flachen Becher verwachsen, die freien Teile sind abrupt zu einer fadenförmigen Spitze verschmälert. In der Knospe sind sie nicht nach innen gebogen. Die Staubbeutel sind dorsifix, kurz, rundlich, beweglich zur Blüte und latrors. Das Gynoeceum besteht aus drei kahlen Fruchtblättern, die nur in der Griffelregion verwachsen sind. Die Samenanlage sitzt basal, ist aufrecht und anatrop. Der Pollen ist ellipsoidisch mit einer leichten bis ausgeprägten Asymmetrie. Die Keimöffnung ist ein distaler Sulcus.

### Früchte und Samen
Die Frucht ist klein, rundlich und entwickelt sich aus nur einem Fruchtblatt. Sie ist schwarz und trägt an der Spitze die Narbe der Narbe, an der Basis die nicht entwickelten Fruchtblätter. Das Exokarp ist glatt, das Mesokarp ist dünn und fleischig mit Längsfasern. Das Endokarp ist krustenförmig. Der Samen besitzt einen basalen Nabel (Hilum), das Endosperm ist homogen, wird aber an einer Seite von der Samenschale eingedrückt.

### Chromosomensatz
Die Chromosomenzahl beträgt 2n = 36.

## Vorkommen
Acoeloraphe wrightii kommt in Süd-Florida, auf den Westindischen Inseln und in Zentralamerika entlang Teilen der karibischen Küste vor. Sie wächst in Brackwasser-Sümpfen und bildet hier dichte Bestände.

## Systematik
Acoelorrhaphe wurde von Hermann Wendland 1879 in Botanische Zeitung. Berlin, Band 37 Seite 148 aufgestellt. Typusart ist Acoelorrhaphe wrightii. Basionym für diese Art ist Copernicia wrightii Griseb. & H.Wendl. Das Artepitheton ehrt den amerikanischen Botaniker Charles Wright. Der Gattungsname setzt sich aus den altgriechischen Wörtern bzw. Wortteilen A für ohne, coelos für hohl und raphe für Naht zusammen, und bezieht sich auf darauf, dass der Same kein eingedrückte Raphe hat, wie sie für viele Vertreter der Coryphoideae typisch ist.
Die Gattung Acoelorrhaphe gehört zur Tribus Trachycarpeaewird innerhalb der Familie Arecaceae in die Unterfamilie Coryphoideae, gestellt, hier jedoch keiner Subtribus zugeordnet (incertae sedis).
Synonyme für den Gattungsnamen Acoelorraphe H.Wendl. sind Paurotis O.F.Cook und Acanthosabal Prosch.

## Belege